# Garczyński II Hrabia
Garczyński II Hrabia (Garczynski, Garczynski von Rautenberg, Garczyński z Rautenberga, Sas Pruski odmienny) – kaszubski herb hrabiowski, według Przemysława Pragerta odmiana herbu Sas Pruski.

## Opis herbu
Opis z wykorzystaniem zasad blazonowania, zaproponowanych przez Alfreda Znamierowskiego:
W polu błękitnym półksiężyc złoty na opak, pod nim strzała srebrna między dwiema gwiazdami ośmiopromiennymi, złotymi. Nad tarczą korona hrabiowska, nad którą hełm w koronie, z którego klejnot: cztery pióra strusie. Labry: błękitne, podbite srebrem.

## Najwcześniejsze wzmianki
Herb wymieniany przez Ostrowskiego (Księga herbowa rodów polskich), nadany z przydomkiem von Rautenberg w 1839 Adamowi Wenantemu Józefowi Alojzemu Tadeuszowi Garczyńskiemu (1791-1863), szambelanowi pruskiemu, zmarłemu bezpotomnie. Adam Wenanty był prawnukiem Stefana Garczyńskiego herbu Garczyński.

## Herbowni
Garczyński (Garczynski, Garczynski von Rautenberg, Garczyński z Rautenberga). Obecnie, ponieważ obdarowany tytułem hrabiowskim zmarł bezpotomnie, żadna rodzina nie ma prawa do tego herbu.